# So Tonight That I Might See
| Recensione | Giudizio       |
| ---------- | -------------- |
| Ondarock   | Pietra miliare |

So Tonight That I Might See è il secondo album dei Mazzy Star, pubblicato nel 1993 dalla Capitol Records. La prima traccia dell'album, Fade Into You, è stata l'unico singolo della band ad entrare nella classifica Billboard Hot 100, piazzandosi al 44º posto. La canzone è entrata anche nella UK chart al 48º posto.

## Il disco
Questo disco presenta un limitato cambiamento nel suono dall'album precedente She Hangs Brightly; le tracce sono un po' più sviluppate e leggermente meno decise. Fade Into You divenne un'espressione, nella metà degli anni novanta, dei drammi giovanili e rappresentò una sorta di noia delicata che mancava all'aggressiva rabbia del grunge. Continuando con il tema generale della quiete, di canzoni contemplative, l'album diventò argomento di conversazione nelle stazioni radio dei college.
La traccia Into Dust è stata usata nel trailer "Dust to Dust" per il videogioco Gears of War 3 nel 2010.

## Tracce
- Tutte le canzoni sono state scritte da David Roback e Hope Sandoval, eccetto Five String Serenade scritta da Arthur Lee.

1. Fade Into You - 4:55
2. Bells Ring - 4:32
3. Mary of Silence - 6:02
4. Five String Serenade - 4:24
5. Blue Light - 5:10
6. She's My Baby - 4:25
7. Unreflected - 3:42
8. Wasted - 5:31
9. Into Dust - 5:36
10. So Tonight That I Might See - 7:19